# سربكوة (مقاطعة إسلام آباد غرب)
سربكوة (بالفارسية: سربکوه) هي قرية تقع في كرمانشاه في إيران. يقدر عدد سكانها بـ 50 نسمة بحسب إحصاء 2016.